# Carl Johan Blomberg
Carl Johan Blomberg (i riksdagen kallad Blomberg i Härnösand), född 29 maj 1838 i Ljusdals församling, Gävleborgs län, död 15 mars 1890 i Härnösands församling, Västernorrlands län, var en svensk lektor, redaktör och politiker.
Blomberg tog en filosofie doktorsexamen 1866 och var lektor i modersmålet och filosofi vid Härnösands högre allmänna läroverk. Han var ledamot av riksdagens andra kammare, invald i Härnösand och Östersunds valkrets. Den tid han hade över från sitt lärarkall och redaktörskap i Härnösand, ägnade han åt forskning inom språkvetenskap, såsom Ångermanlands folkmål samt svensk och jämförande etymologi.